# Stanley Cup playoff 2007
I playoff della Stanley Cup 2007 del campionato NHL 2006-2007 hanno avuto inizio l'11 aprile 2007. Le sedici squadre qualificate per i playoff, otto da ciascuna Conference, hanno giocato una serie di partite al meglio di sette per i quarti di finale, semifinali e finali di Conference. I vincitori delle due Conference hanno disputato una serie di partite al meglio di sette per la conquista della Stanley Cup. I campioni di ciascuna Division conservarono il proprio ranking per l'intera durata dei playoff, mentre le altre squadre furono ricollocate nella graduatoria dopo ciascun turno.
Per la prima volta nella storia della NHL nessuna delle due finaliste della stagione precedente (Carolina Hurricanes ed Edmonton Oilers) si qualificò per i playoff. Inoltre per la prima volta dal 1994 tutte e quattro le ex-formazioni della WHA, ovvero Carolina (già nota come Hartford Whalers), Colorado (già nota come Quebec Nordiques), Edmonton e Phoenix (già nota come Winnipeg Jets) mancarono la qualificazione ai playoff. Per la prima e unica volta nella loro storia gli Atlanta Thrashers ottennero l'accesso alla postseason prima di diventare nel 2011 i nuovi Winnipeg Jets.

## Squadre partecipanti

### Eastern Conference
1. Buffalo Sabres – vincitori della Northeast Division e della stagione regolare nella Eastern Conference e del Presidents' Trophy, 113 punti
2. New Jersey Devils – vincitori della Atlantic Division, 107 punti
3. Atlanta Thrashers – vincitori della Southeast Division, 97 punti
4. Ottawa Senators – 105 punti
5. Pittsburgh Penguins – 105 punti
6. New York Rangers – 94 punti
7. Tampa Bay Lightning – 93 punti
8. New York Islanders – 92 punti

### Western Conference
1. Detroit Red Wings – vincitori della Central Division, della stagione regolare nella Western Conference, 113 punti
2. Anaheim Ducks – vincitori della Pacific Division, 110 punti
3. Vancouver Canucks – vincitori della Northwest Division, 105 punti
4. Nashville Predators – 110 punti
5. San Jose Sharks – 107 punti
6. Dallas Stars – 107 punti
7. Minnesota Wild – 104 punti
8. Calgary Flames – 96 punti

### Tabellone
In ciascun turno la squadra con il ranking più alto si sfidò con quella dal posizionamento più basso, usufruendo anche del vantaggio del fattore campo. Nella finale di Stanley Cup il fattore campo fu determinato dai punti ottenuti in stagione regolare dalle due squadre. Ciascuna serie, al meglio delle sette gare, seguì il formato 2–2–1–1–1: la squadra migliore in stagione regolare avrebbe disputato in casa Gara-1 e 2, (se necessario anche Gara-5 e 7), mentre quella posizionata peggio avrebbe giocato nel proprio palazzetto Gara-3 e 4 (se necessario anche Gara-6).
|  | Quarti di finale Conference | Quarti di finale Conference                      | Quarti di finale Conference |   |                   | Semifinali Conference | Semifinali Conference | Semifinali Conference |                    |                    | Finali Conference  | Finali Conference  | Finali Conference  |  |  | Finale Stanley Cup | Finale Stanley Cup | Finale Stanley Cup |
|  |                             |                                                  |                             |   |                   |                       |                       |                       |                    |                    |                    |                    |                    |  |  |                    |                    |                    |
|  | 1                           | Buffalo Sabres                                   | 4                           |   |                   | 1                     | Buffalo Sabres        | 4                     |                    |                    |                    |                    |                    |  |  |                    |                    |                    |
|  | 8                           | New York Islanders                               | 1                           |   |                   | 6                     | New York Rangers      | 2                     |                    |                    |                    |                    |                    |  |  |                    |                    |                    |
|  |                             |                                                  |                             |   |                   |                       |                       |                       |                    |                    |                    |                    |                    |  |  |                    |                    |                    |
|  | 2                           | New Jersey Devils                                | 4                           |   |                   |                       |                       |                       | Eastern Conference | Eastern Conference | Eastern Conference | Eastern Conference | Eastern Conference |  |  |                    |                    |                    |
|  | 2                           | New Jersey Devils                                | 4                           |   |                   |                       |                       |                       | Eastern Conference | Eastern Conference | Eastern Conference | Eastern Conference | Eastern Conference |  |  |                    |                    |                    |
|  | 7                           | Tampa Bay Lightning                              | 2                           |   |                   |                       |                       |                       |                    |                    |                    |                    |                    |  |  |                    |                    |                    |
|  | 7                           | Tampa Bay Lightning                              | 2                           |   |                   |                       |                       |                       |                    | 1                  | Buffalo Sabres     | 1                  |                    |  |  |                    |                    |                    |
|  |                             |                                                  |                             |   |                   |                       |                       |                       |                    | 1                  | Buffalo Sabres     | 1                  |                    |  |  |                    |                    |                    |
|  |                             | 4                                                | Ottawa Senators             | 4 |                   |                       |                       |                       |                    |                    |                    |                    |                    |  |  |                    |                    |                    |
|  | 3                           | 4                                                | Ottawa Senators             | 4 | Atlanta Thrashers | 0                     |                       |                       |                    |                    |                    |                    |                    |  |  |                    |                    |                    |
|  | 3                           |                                                  |                             |   | Atlanta Thrashers | 0                     |                       |                       |                    |                    |                    |                    |                    |  |  |                    |                    |                    |
|  | 6                           | New York Rangers                                 | 4                           |   |                   |                       |                       |                       |                    |                    |                    |                    |                    |  |  |                    |                    |                    |
|  | 6                           | New York Rangers                                 | 4                           |   |                   |                       |                       |                       |                    |                    |                    |                    |                    |  |  |                    |                    |                    |
|  |                             |                                                  |                             |   |                   |                       |                       |                       |                    |                    |                    |                    |                    |  |  |                    |                    |                    |
|  |                             |                                                  |                             |   |                   |                       |                       |                       |                    |                    |                    |                    |                    |  |  |                    |                    |                    |
|  | 4                           | Ottawa Senators                                  | 4                           |   | 2                 | New Jersey Devils     | 1                     |                       |                    |                    |                    |                    |                    |  |  |                    |                    |                    |
|  | 4                           | Ottawa Senators                                  | 4                           |   | 2                 | New Jersey Devils     | 1                     |                       |                    |                    |                    |                    |                    |  |  |                    |                    |                    |
|  | 5                           | Pittsburgh Penguins                              | 1                           |   |                   | 4                     | Ottawa Senators       | 4                     |                    |                    |                    |                    |                    |  |  |                    |                    |                    |
|  | 5                           | Pittsburgh Penguins                              | 1                           |   |                   |                       |                       |                       |                    | E4                 | Ottawa Senators    | 1                  |                    |  |  |                    |                    |                    |
|  |                             | (Accoppiamenti ristabiliti dopo il primo turno.) |                             |   |                   |                       |                       |                       |                    | E4                 | Ottawa Senators    | 1                  |                    |  |  |                    |                    |                    |
|  |                             | W2                                               | Anaheim Ducks               | 4 |                   |                       |                       |                       |                    |                    |                    |                    |                    |  |  |                    |                    |                    |
|  | 1                           | W2                                               | Anaheim Ducks               | 4 | Detroit Red Wings | 4                     |                       |                       | 1                  | Detroit Red Wings  | 4                  |                    |                    |  |  |                    |                    |                    |
|  | 1                           |                                                  |                             |   | Detroit Red Wings | 4                     |                       |                       | 1                  | Detroit Red Wings  | 4                  |                    |                    |  |  |                    |                    |                    |
|  | 8                           | Calgary Flames                                   | 2                           |   |                   | 5                     | San Jose Sharks       | 2                     |                    |                    |                    |                    |                    |  |  |                    |                    |                    |
|  | 8                           | Calgary Flames                                   | 2                           |   |                   | 5                     | San Jose Sharks       | 2                     |                    |                    |                    |                    |                    |  |  |                    |                    |                    |
|  |                             |                                                  |                             |   |                   |                       |                       |                       |                    |                    |                    |                    |                    |  |  |                    |                    |                    |
|  | 2                           | Anaheim Ducks                                    | 4                           |   |                   |                       |                       |                       |                    |                    |                    |                    |                    |  |  |                    |                    |                    |
|  | 2                           | Anaheim Ducks                                    | 4                           |   |                   |                       |                       |                       |                    |                    |                    |                    |                    |  |  |                    |                    |                    |
|  | 7                           | Minnesota Wild                                   | 1                           |   |                   |                       |                       |                       |                    |                    |                    |                    |                    |  |  |                    |                    |                    |
|  | 7                           | Minnesota Wild                                   | 1                           |   |                   |                       |                       |                       | 1                  | Detroit Red Wings  | 2                  |                    |                    |  |  |                    |                    |                    |
|  |                             |                                                  |                             |   |                   |                       |                       |                       | 1                  | Detroit Red Wings  | 2                  |                    |                    |  |  |                    |                    |                    |
|  |                             | 2                                                | Anaheim Ducks               | 4 |                   |                       |                       |                       |                    |                    |                    |                    |                    |  |  |                    |                    |                    |
|  | 3                           | 2                                                | Anaheim Ducks               | 4 | Vancouver Canucks | 4                     |                       |                       |                    |                    |                    |                    |                    |  |  |                    |                    |                    |
|  | 3                           |                                                  |                             |   | Vancouver Canucks | 4                     |                       |                       |                    |                    |                    |                    |                    |  |  |                    |                    |                    |
|  | 6                           | Dallas Stars                                     | 3                           |   |                   |                       |                       |                       |                    |                    | Western Conference | Western Conference | Western Conference |  |  |                    |                    |                    |
|  | 6                           | Dallas Stars                                     | 3                           |   |                   |                       |                       |                       |                    |                    | Western Conference | Western Conference | Western Conference |  |  |                    |                    |                    |
|  |                             |                                                  |                             |   |                   |                       |                       |                       |                    |                    |                    |                    |                    |  |  |                    |                    |                    |
|  | 4                           | Nashville Predators                              | 1                           |   | 2                 | Anaheim Ducks         | 4                     |                       |                    |                    |                    |                    |                    |  |  |                    |                    |                    |
|  | 4                           | Nashville Predators                              | 1                           |   | 2                 | Anaheim Ducks         | 4                     |                       |                    |                    |                    |                    |                    |  |  |                    |                    |                    |
|  | 5                           | San Jose Sharks                                  | 4                           |   |                   | 3                     | Vancouver Canucks     | 1                     |                    |                    |                    |                    |                    |  |  |                    |                    |                    |

## Eastern Conference

### Quarti di finale di Conference

#### Buffalo - NY Islanders
| Arbitri: | Wes McCauley Brad Watson |

|             |           |                                        |
| Asham 26:58 | Marcatori | 09:30 56:35 Campbell 31:13 41:08 Drury |

| Arbitri: | Marc Joannette Don Koharski |

|                                           |           |                            |
| Hunter 03:07 Gervais 11:03 Bergeron 48:37 | Marcatori | 18:58 Lydman 42:12 Kalinin |

| Arbitri: | Kevin Pollock Dennis LaRue |

|                                     |           |                          |
| Mair 25:17 Vanek 28:38 Brière 32:56 | Marcatori | 29:52 Hunter 39:52 Smyth |

| Arbitri: | Mike Leggo Rob Shick |

|                                                |           |                             |
| Vanek 11:17 Drury 13:05 20:39 Pominville 58:48 | Marcatori | 06:24 Blake 19:44 Sillinger |

| Arbitri: | Mike Hasenfratz Dan O'Halloran |

|                                        |           |                                                            |
| Šatan 44:22 Hunter 49:43 Campoli 53:07 | Marcatori | 15:04 Stafford 20:39 Pominville 31:29 Roy 46:38 Afinogenov |

#### New Jersey - Tampa Bay
| Arbitri: | Marc Joannette Don Koharski |

|                                        |           |                                                            |
| St. Louis 15:55 Lecavalier 31:46 42:51 | Marcatori | 07:43 43:54 Parise 12:31 Eliáš 23:36 Rafalski 58:38 Gionta |

| Arbitri: | Dennis LaRue Kevin Pollock |

|                                             |           |                                  |
| Kuba 09:02 St. Louis 39:11 Lecavalier 41:42 | Marcatori | 18:11 Parise 36:19 Langenbrunner |

| Arbitri: | Mike Leggo Rob Shick |

|                           |           |                                               |
| Madden 37:27 Parise 44:46 | Marcatori | 09:06 Lecavalier 41:09 Richards 53:31 Prospal |

| Arbitri: | Dave Jackson Michael McGeough |

|                                             |           |                                               |
| Gionta 06:04 Parise 14:20 29:42 Gomez 72:54 | Marcatori | 12:08 Perrin 31:39 St. Louis 35:20 Lecavalier |

| Arbitri: | Tim Peel Don Van Massenhoven |

|  |           |                                       |
|  | Marcatori | 12:46 Greene 29:59 Gionta 58:13 Gomez |

| Arbitri: | Eric Furlatt Bill McCreary |

|                                   |           |                      |
| Gionta 14:29 25:49 Rafalski 21:21 | Marcatori | 25:10 30:46 Richards |

#### Atlanta - NY Rangers
| Arbitri: | Kevin Pollock Dennis LaRue |

|                                                      |           |                                         |
| Jágr 12:50 Rozsíval 16:47 Hossa 30:52 Nylander 36:56 | Marcatori | 19:01 Belanger 32:19 Hnidy 45:50 Dupuis |

| Arbitri: | Mike Leggo Rob Shick |

|                            |           |                 |
| Avery 08:08 Shanahan 55:59 | Marcatori | 45:35 Koval'čuk |

| Arbitri: | Tim Peel Don Van Massenhoven |

|  |           |                                                                            |
|  | Marcatori | 00:32 09:45 55:54 Nylander 12:26 Malík 26:27 37:21 Callahan 48:58 Shanahan |

| Arbitri: | Mike Hasenfratz Dan O'Halloran |

|                              |           |                                                       |
| Tkachuk 06:38 De Vries 32:26 | Marcatori | 07:57 Rozsíval 38:18 Shanahan 42:06 Cullen 58:27 Jágr |

#### Ottawa - Pittsburgh
| Arbitri: | Paul Devorski Dan O'Rourke |

|                                       |           |                                                                                  |
| Staal 26:58 Gončar 32:42 Crosby 39:11 | Marcatori | 01:37 Meszároš 06:38 Kelly 34:38 Preissing 40:09 Heatley 45:39 Neil 48:22 Comrie |

| Arbitri: | Dave Jackson Michael McGeough |

|                                                      |           |                                           |
| Whitney 03:01 Roberts 42:04 Staal 49:34 Crosby 51:44 | Marcatori | 28:28 Spezza 36:44 Alfredsson 46:18 Kelly |

| Arbitri: | Tim Peel Don Van Massenhoven |

|                                                    |           |                            |
| McAmmond 18:04 Comrie 22:13 Alfredsson 27:20 37:12 | Marcatori | 00:52 Roberts 54:40 Crosby |

| Arbitri: | Dan Marouelli Kelly Sutherland |

|                              |           |             |
| Spezza 03:25 Volčenkov 49:12 | Marcatori | 28:08 Staal |

| Arbitri: | Eric Furlatt Bill McCreary |

|                                          |           |  |
| Heatley 21:08 Vermette 26:20 Kelly 37:55 | Marcatori |  |

### Semifinali di Conference

#### Buffalo - NY Rangers
| Arbitri: | Marc Joannette Don Koharski |

|                            |           |                                                                 |
| Hossa 50:44 Shanahan 59:12 | Marcatori | 34:19 38:24 Vanek 36:19 Kotalík 53:47 Pominville 59:44 Stafford |

| Arbitri: | Kelly Sutherland Brad Watson |

|                         |           |                                        |
| Straka 10:08 Mara 38:40 | Marcatori | 10:58 Campbell 40:24 Drury 50:11 Vanek |

| Arbitri: | Paul Devorski Dennis LaRue |

|              |           |                           |
| Brière 52:14 | Marcatori | 20:03 Jágr 96:43 Rozsíval |

| Arbitri: | Dave Jackson Bill McCreary |

|               |           |                           |
| Kotalík 49:04 | Marcatori | 20:45 Jágr 48:31 Shanahan |

| Arbitri: | Paul Devorski Dan O'Rourke |

|              |           |                              |
| Straka 56:41 | Marcatori | 59:52 Drury 64:39 Afinogenov |

| Arbitri: | Steve Kozari Stephen Walkom |

|                                                              |           |                                            |
| Kalinin 21:29 Pominville 22:53 Hecht 27:41 54:50 Drury 31:15 | Marcatori | 17:10 57:09 Nylander 24:40 Mara 45:08 Jágr |

#### New Jersey - Ottawa
| Arbitri: | Dave Jackson Bill McCreary |

|                                                                    |           |                                                    |
| Spezza 01:30 Corvo 06:49 McAmmond 14:43 Heatley 16:39 Redden 40:43 | Marcatori | 17:38 Zajac 22:20 Gionta 24:57 Greene 59:30 Parise |

| Arbitri: | Dan O'Halloran Don Van Massenhoven |

|                                |           |                                               |
| Alfredsson 24:23 Heatley 59:33 | Marcatori | 01:43 Gionta 19:59 Brylin 81:55 Langenbrunner |

| Arbitri: | Kelly Sutherland Brad Watson |

|  |           |                              |
|  | Marcatori | 44:46 Preissing 59:04 Spezza |

| Arbitri: | Marc Joannette Don Koharski |

|                             |           |                                             |
| Gionta 24:17 Pandolfo 49:36 | Marcatori | 04:34 Alfredsson 34:44 Heatley 43:58 Fisher |

| Arbitri: | Paul Devorski Dennis LaRue |

|                                              |           |                   |
| Vermette 25:19 Spezza 32:06 Alfredsson 37:28 | Marcatori | 06:59 59:20 Gomez |

### Finale di Conference

#### Buffalo - Ottawa
| Arbitri: | Bill McCreary Brad Watson |

|                                                                          |           |                               |
| Fisher 04:32 Alfredsson 07:54 Saprykin 47:41 Spezza 55:48 McAmmond 59:47 | Marcatori | 10:55 Afinogenov 28:45 Lydman |

| Arbitri: | Dan O'Halloran Don Van Massenhoven |

|                                                        |           |                                      |
| Alfredsson 14:22 Fisher 26:08 Redden 39:44 Corvo 84:58 | Marcatori | 03:41 Vanek 06:13 Hecht 59:54 Brière |

| Arbitri: | Paul Devorski Don Koharski |

|  |           |                  |
|  | Marcatori | 33:40 Alfredsson |

| Arbitri: | Kevin Pollock Rob Shick |

|                                        |           |                               |
| Roy 00:09 Afinogenov 24:32 Drury 28:06 | Marcatori | 34:55 McAmmond 36:41 Schaefer |

| Arbitri: | Bill McCreary Brad Watson |

|                                             |           |                              |
| Heatley 35:41 Spezza 39:21 Alfredsson 69:32 | Marcatori | 24:30 Hecht 50:58 Afinogenov |

## Western Conference

### Quarti di finale di Conference

#### Detroit - Calgary
| Arbitri: | Dave Jackson Michael McGeough |

|               |           |                                                            |
| Tanguay 54:55 | Marcatori | 04:51 Filppula 08:36 Lidström 26:56 Dacjuk 29:57 Schneider |

| Arbitri: | Paul Devorski Dan O'Rourke |

|               |           |                                            |
| Phaneuf 22:42 | Marcatori | 01:02 Dacjuk 03:50 Lidström 46:05 Filppula |

| Arbitri: | Eric Furlatt Bill McCreary |

|                    |           |                                            |
| Draper 31:30 40:49 | Marcatori | 29:20 Lombardi 44:43 Giordano 49:21 Iginla |

| Arbitri: | Wes McCauley Brad Watson |

|                              |           |                                  |
| Bertuzzi 11:07 Franzén 15:37 | Marcatori | 08:29 28:19 Langkow 13:33 Conroy |

| Arbitri: | Marc Joannette Don Koharski |

|              |           |                                                                |
| Zjuzin 50:03 | Marcatori | 23:32 Cleary 28:50 45:12 Zetterberg 30:54 Chelios 55:42 Dacjuk |

| Arbitri: | Dan O'Halloran Don Van Massenhoven |

|                          |           |              |
| Lang 36:53 Franzén 84:23 | Marcatori | 23:09 Iginla |

#### Anaheim - Minnesota
| Arbitri: | Mike Hasenfratz Dan O'Halloran |

|               |           |                            |
| Demitra 26:01 | Marcatori | 29:52 Selänne 54:40 Penner |

| Arbitri: | Eric Furlatt Bill McCreary |

|                           |           |                                      |
| Gáborík 23:33 Koivu 55:04 | Marcatori | 13:19 36:17 Beauchemin 38:43 Getzlaf |

| Arbitri: | Wes McCauley Brad Watson |

|                                     |           |                |
| McDonald 16:05 R. Niedermayer 49:43 | Marcatori | 59:21 Nummelin |

| Arbitri: | Paul Devorski Dan O'Rourke |

|               |           |                                                          |
| Pronger 26:08 | Marcatori | 38:03 Bouchard 43:23 Gáborík 49:27 Rolston 50:44 Parrish |

| Arbitri: | Dan Marouelli Kelly Sutherland |

|               |           |                                                    |
| Gáborík 35:42 | Marcatori | 01:02 Pronger 36:29 Getzlaf 50:29 Perry 59:03 Moen |

#### Vancouver - Dallas
| Arbitri: | Eric Furlatt Bill McCreary |

|                                                     |           |                                                                           |
| Morrow 05:28 Daley 30:00 Miettinen 48:31 Nagy 53:46 | Marcatori | 04:20 D. Sedin 26:26 Öhlund 33:47 Näslund 47:36 Smolinski 138:06 H. Sedin |

| Arbitri: | Mike Hasenfratz Dan O'Halloran |

|                               |           |  |
| Halpern 00:24 Lundqvist 20:45 | Marcatori |  |

| Arbitri: | Dan Marouelli Kelly Sutherland |

|                         |           |              |
| Bulis 45:18 Pyatt 67:47 | Marcatori | 33:09 Barnes |

| Arbitri: | Wes McCauley Brad Watson |

|                           |           |             |
| Öhlund 49:46 Linden 54:29 | Marcatori | 52:29 Sydor |

| Arbitri: | Dennis LaRue Kevin Pollock |

|              |           |  |
| Morrow 66:22 | Marcatori |  |

| Arbitri: | Paul Devorski Dave Jackson |

|  |           |                            |
|  | Marcatori | 03:05 Modano 47:22 Halpern |

| Arbitri: | Rob Shick Brad Watson |

|                 |           |                                                         |
| Lundqvist 16:32 | Marcatori | 35:22 H. Sedin 47:00 Linden 58:57 Pyatt 59:13 Smolinski |

#### Nashville - San Jose
| Arbitri: | Tim Peel Don Van Massenhoven |

|                                                                     |           |                                        |
| Carle 07:18 Grier 25:31 Rivet 32:57 Michálek 35:52 Rissmiller 88:14 | Marcatori | 22:35 53:05 Radulov 23:56 59:09 Dumont |

| Arbitri: | Dan Marouelli Kelly Sutherland |

|                         |           |                                                       |
| Rivet 04:37 Clowe 49:52 | Marcatori | 06:54 Radulov 15:56 58:55 Forsberg 30:25 32:56 Dumont |

| Arbitri: | Dave Jackson Michael McGeough |

|             |           |                                          |
| Suter 11:53 | Marcatori | 28:38 Michálek 32:18 Clowe 55:34 Marleau |

| Arbitri: | Marc Joannette Don Koharski |

|                             |           |                                     |
| Arnott 22:32 Hartnell 57:08 | Marcatori | 03:29 32:53 Michálek 21:06 Pavelski |

| Arbitri: | Mike Leggo Rob Shick |

|                                 |           |                            |
| Clowe 08:21 Marleau 37:46 55:39 | Marcatori | 23:47 Arnott 24:26 Fiddler |

### Semifinali di Conference

#### Detroit - San Jose
| Arbitri: | Paul Devorski Dennis LaRue |

|                         |           |  |
| Carle 09:45 Grier 10:09 | Marcatori |  |

| Arbitri: | Dave Jackson Bill McCreary |

|                               |           |                                            |
| Cheechoo 00:36 Thornton 04:17 | Marcatori | 17:30 Zetterberg 41:23 Cleary 58:36 Dacjuk |

| Arbitri: | Kevin Pollock Rob Shick |

|                |           |                            |
| Lidström 11:13 | Marcatori | 32:43 Clowe 53:19 Cheechoo |

| Arbitri: | Kelly Sutherland Brad Watson |

|                                            |           |                          |
| Holmström 39:55 Lang 59:26 Schneider 76:04 | Marcatori | 17:52 Cheechoo 28:07 Goc |

| Arbitri: | Marc Joannette Don Koharski |

|           |           |                                                                |
| Goc 04:53 | Marcatori | 23:10 Zetterberg 36:13 Dacjuk 43:46 Samuelsson 46:14 Holmström |

| Arbitri: | Dan O'Halloran Don Van Massenhoven |

|                        |           |  |
| Samuelsson 15:26 19:52 | Marcatori |  |

#### Anaheim - Vancouver
| Arbitri: | Dan O'Halloran Don Van Massenhoven |

|             |           |                                                        |
| Cowan 07:07 | Marcatori | 09:24 19:11 59:08 McDonald 14:56 Selänne 49:05 Getzlaf |

| Arbitri: | Kevin Pollock Rob Shick |

|                           |           |            |
| Näslund 26:30 Cowan 87:49 | Marcatori | 31:01 Moen |

| Arbitri: | Marc Joannette Don Koharski |

|                                           |           |                              |
| Penner 03:08 Beauchemin 29:45 Perry 47:51 | Marcatori | 19:12 Näslund 34:31 D. Sedin |

| Arbitri: | Paul Devorski Dennis LaRue |

|                                        |           |                              |
| Pronger 43:58 Selänne 54:18 Moen 62:07 | Marcatori | 12:55 Näslund 37:31 Morrison |

| Arbitri: | Dave Jackson Bill McCreary |

|               |           |                                     |
| Burrows 51:03 | Marcatori | 20:14 Påhlsson 84:30 S. Niedermayer |

### Finale di Conference

#### Detroit - Anaheim
| Arbitri: | Paul Devorski Don Koharski |

|              |           |                                  |
| Kunitz 41:34 | Marcatori | 03:44 Zetterberg 55:06 Holmström |

| Arbitri: | Kevin Pollock Rob Shick |

|                                                                     |           |                                          |
| R. Niedermayer 17:04 McDonald 31:40 Moen 45:06 S. Niedermayer 74:17 | Marcatori | 30:34 Maltby 36:07 Lidström 41:03 Dacjuk |

| Arbitri: | Bill McCreary Brad Watson |

|                                                                   |           |  |
| Franzén 11:09 Holmström 19:17 23:34 Bertuzzi 23:17 Filppula 50:58 | Marcatori |  |

| Arbitri: | Dan O'Halloran Don Van Massenhoven |

|                                   |           |                                                                            |
| Cleary 03:29 35:36 Bertuzzi 27:48 | Marcatori | 01:37 Perry 11:46 Jackman 18:31 Selänne 45:24 Getzlaf 58:52 R. Niedermayer |

| Arbitri: | Paul Devorski Don Koharski |

|                                    |           |             |
| S. Niedermayer 59:12 Selänne 71:57 | Marcatori | 26:13 Lilja |

| Arbitri: | Kevin Pollock Rob Shick |

|                                     |           |                                                               |
| Zetterberg 43:15 Dacjuk 50:08 56:56 | Marcatori | 03:51 R. Niedermayer 29:52 Perry 38:33 Getzlaf 45:54 Påhlsson |

## Finale Stanley Cup
La finale della Stanley Cup 2007 è stata una serie al meglio delle sette gare che ha determinato il campione della National Hockey League per la stagione 2006-07. Gli Anaheim Ducks hanno sconfitto gli Ottawa Senators in cinque partite e si sono aggiudicati la Stanley Cup per la prima volta della loro storia. Era dalla finale del 1999 che nessuna delle due finaliste non aveva già conquistato in precedenza la Stanley Cup.

## Statistiche

### Classifica marcatori
La seguente lista elenca i migliori marcatori al termine dei playoff.

| Giocatore         | Squadra           | PG | G  | A  | Pt | +/- | MP |
| ----------------- | ----------------- | -- | -- | -- | -- | --- | -- |
| Daniel Alfredsson | Ottawa Senators   | 20 | 14 | 8  | 22 | +4  | 10 |
| Dany Heatley      | Ottawa Senators   | 20 | 7  | 15 | 22 | +5  | 10 |
| Jason Spezza      | Ottawa Senators   | 20 | 7  | 15 | 22 | +4  | 14 |
| Nicklas Lidström  | Detroit Red Wings | 18 | 4  | 14 | 18 | 0   | 6  |
| Ryan Getzlaf      | Anaheim Ducks     | 21 | 7  | 10 | 17 | +1  | 32 |
| Pavel Dacjuk      | Detroit Red Wings | 18 | 8  | 8  | 16 | +2  | 8  |
| Corey Perry       | Anaheim Ducks     | 21 | 6  | 9  | 15 | +5  | 37 |
| Teemu Selänne     | Anaheim Ducks     | 21 | 5  | 10 | 15 | +1  | 10 |
| Chris Pronger     | Anaheim Ducks     | 19 | 3  | 12 | 15 | +10 | 26 |
| Daniel Brière     | Buffalo Sabres    | 16 | 3  | 12 | 15 | +3  | 16 |

### Classifica portieri
Questa è una tabella che combina i cinque migliori portieri dei playoff per media di gol subiti a gara con i cinque migliori portieri per percentuale di parate, con almeno 4 partite disputate. La tabella è ordinata per la media gol subiti, e i criteri di inclusione sono in grassetto.

| Giocatore              | Squadra           | PG | Min     | V  | S | OTS | TC  | GS | SO | Sv%  | MGS  |
| ---------------------- | ----------------- | -- | ------- | -- | - | --- | --- | -- | -- | ---- | ---- |
| Marty Turco            | Dallas Stars      | 7  | 509:13  | 3  | 4 | 2   | 229 | 11 | 3  | .952 | 1.30 |
| Roberto Luongo         | Vancouver Canucks | 12 | 847:26  | 5  | 7 | 3   | 427 | 25 | 0  | .941 | 1.77 |
| Dominik Hašek          | Detroit Red Wings | 18 | 1139:49 | 10 | 8 | 2   | 444 | 34 | 2  | .923 | 1.79 |
| Jean-Sébastien Giguère | Anaheim Ducks     | 18 | 1067:04 | 13 | 4 | 1   | 451 | 35 | 1  | .922 | 1.97 |
| Henrik Lundqvist       | New York Rangers  | 10 | 637:25  | 6  | 4 | 1   | 291 | 22 | 1  | .924 | 2.07 |
| Niklas Bäckström       | Minnesota Wild    | 5  | 296:39  | 1  | 4 | 0   | 141 | 11 | 0  | .924 | 2.22 |
| Miikka Kiprusoff       | Calgary Flames    | 6  | 383:35  | 2  | 4 | 1   | 255 | 18 | 0  | .929 | 2.81 |